# لیز پیشون
لیز پیشون (متولد ۱۱ اوت ۱۹۶۳) یک تصویرگر و نویسنده کودکان است. شهرت او بیشتر برای کتاب‌های تام گیتس است که این کتاب، برای گروه سنی نوجوانان است که به ۴۲ زبان ترجمه شده‌است.

## آموزش
لیز پیشون در ۱۹ اوت ۱۹۶۳ در لندن، انگلستان متولد شد. او در مدرسه هنر کمبرول طراحی گرافیک خواند.

## حرفه ای
لیز مشغول به کار به عنوان مدیر هنری در موسیقی به اسم آلبوم سوابق کلمات بیهوده و احمقانه است. بعد از آن لیز به کار تصویرگری و نویسندگی برای کودکان مشغول شد.
او برای سری اول کتاب‌های تام گیتس جایزه طنز رولددال را برنده شد و در سال ۲۰۱۳ ۱ کتاب برای روز جهانی کتاب درست کرد.
در سال ۲۰۱۶ کتاب بچه ملیله را درست کرد برای نهصد و پنجاهمین سال نبرد هستینگز. در سال ۲۰۱۷ اعلام شد،انتشارات اسکولاستیک کتاب‌های او را منتشر خواهد کرد.

## زندگی شخصی
او مانند تام گیتس نارساخوان است؛ و در بریتانیا با شوهرش و سه فرزند خود زندگی می‌کند.

## فعالیت ها
- اشکال بسیار زشت (لندن: ببر کوچک پرس، ۲۰۰۴)
- برادر بزرگ من بوریس (اسکتالیک، ۲۰۰۴)
- لایحه خسته (ببر کوچک، ۲۰۱۵)
- پنگوئن‌ها  (لندن: گوللن کتاب‌های کودکان ۲۰۰۸)
- سه خوک‌های تریناگ و گرگ بزرگ مهربان (ببر کوچک، ۲۰۰۸); با عنوان سه خوک کوچک نفرت‌انگیز (داستان‌های ببر ۲۰۰۸)
- کتاب‌های تام گیتس

او تنها نویسنده ای است که در سال ۲۰۱۱ جایزه طنز رولددال را برده‌است، جوایز دیگری هم مثل: جایزهٔ خانهٔ قرمز، جایزهٔ وتر استون، پیتر آبی
نایب
- ۲۰۰۴: مدال نقره ای برای جایزه اسمارتیز نستله برای برادر بزرگتر من بوریس
- ۲۰۰۸: فینالیست خانهٔ قرمز برای سه خوک نفرت‌انگیز و گرگ بزرگ مهربان